# قنات بلده فردوس
قنات بلده، یک رشته قنات با قدمت تاریخی (مربوط به دورهٔ ساسانی) و از جمله قنات‌های ایرانی ثبت‌شده به‌ عنوان میراث جهانی یونسکو است این قنات مسیری حدود ۳۵ کیلومتر را پیموده و حدود ۲٬۳۸۲ هکتار از زمین‌های منطقه فردوس را مشروب می‌کند.

## پیشینه
به روایتی احداث آن مربوط به قبل از اسلام و دورهٔ ساسانی است.
ناصر خسرو در سفرنامهٔ خود کاریز بلده را به کیخسرو نسبت می‌دهد و می نویسد :
«آبی عظیم در این کاریز روان است و آن کاریز چهار فرسنگ می‌رود و آن گفتندکیخسرو فرموده‌است کردن.»
در دوره صفوی با پیشنهاد میرتونی که خواسته بود آب بلده وقف چهار طبقه (سادات، علما، فقرا و صلحا) شود ،شاه عباس این امر را به شیخ بهایی واگذار نمود و شیخ بهایی آب بلده را به ۲ نهر مساوی تقسیم کرد به طوری که در هر ۸ شبانه روز یک بار باغ‌ها مشروب شود.

## مشخصات قنات
کاریز بلده، در گذشته دارای ۲۷ رشته قنات و چهار چشمه بوده که امروز فقط ۱۶ رشته آن فعال و از این ۱۶ قنات، ۱۲ رشته اصلی و ۴ قنات دیگر فرعی هستند.
برای کاهش میزان نفوذ آب و همچنین کاهش تبخیر آن، پس از جاری‌شدن آب در سطح زمین، مرتباً مقداری خاک رس به آب اضافه می‌کنند تا آب گل آلود و تیره شده و منافذ مجرای آبرسانی قنات بسته شود و نفوذ آب به داخل زمین کاهش یابد. به فردی که وظیفهٔ گل‌آلود کردن آب را بر عهده دارد، «تیره‌گر» گفته می‌شود.

## ثبت در میراث جهانی یونسکو
در چهلمین اجلاس میراث جهانی یونسکو که ژوئیه ۲۰۱۶ در استانبول برگزار شد، یازده قنات ایرانی به عنوان بیستمین اثر ایران بر اساس دو معیار از ۶ معیار فرهنگی کمیته میراث جهانی شامل گواهی بی‌همتا یا دست‌کم استثنایی بر یک سنت فرهنگی و نمونه‌ای برجسته در معماری یا تکنولوژی که مرحله مهمی از تاریخ بشر را نشان دهد، در فهرست میراث جهانی قرار گرفت. پرونده ۱۱ قنات ایرانی با داشتن تکنولوژی متفاوت و با قدمت بیش از ۲۵۰۰ تا ۲۰۰ سال به یونسکو جهت ثبت جهانی ارائه شد و پس از بررسی و تأیید کارشناسان یونسکو این پرونده ثبت و در فهرست آثار جهانی قرار گرفت.

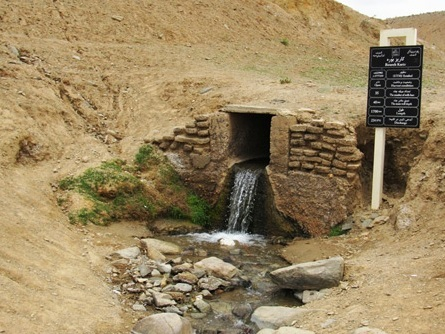
مظهر بهره از کاریز بلده
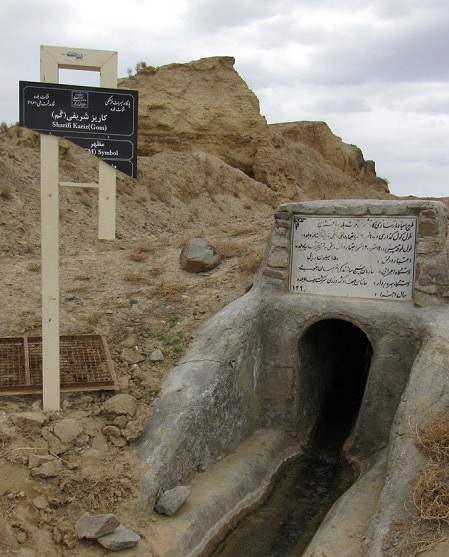
مظهر گم از کاریز بلده
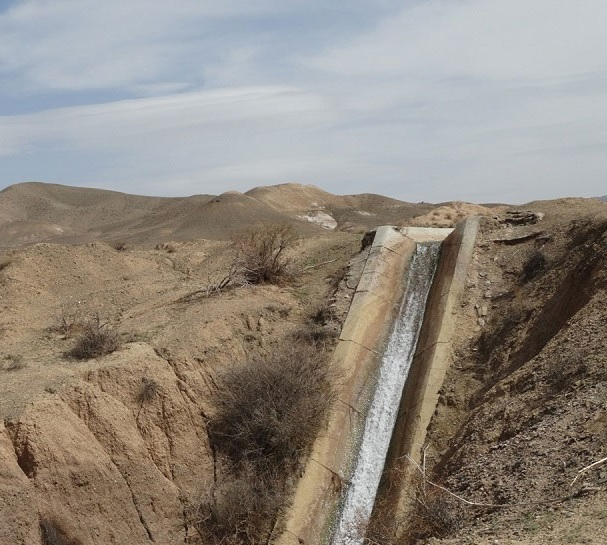
مسیر کاریز بلده